# マイクロコピー
マイクロコピー（Microcopy）は、UI(ユーザーインターフェイス)に書かれるコピーのこと。
ボタンの文言やエラーメッセージ、完了メッセージなど、ユーザーとデジタルプロダクト間のコミュニケーションを支える。
マイクロコピーの商標は株式会社オレコンが取得している。